# Vojaškosanitetna šola (Kraljevina Srbija)
Vojaškosanitetna šola je bila vojaško-sanitetna šola v sestavi Vojski Kraljevine Srbije.
Šola je delovala v letih med 1901 in 1912. Sprejeli so moške med 15 in 19 let s končanimi 4 razredi gimnazije ali realke. Šolanje je trajalo 3 leta.